# Torgny Björkqvist
Torgny Olof Björkqvist, född 18 juli 1950 i Norrlanda församling i Gotlands län, är en svensk före detta friidrottare (långdistanslöpare). Han tävlade för IK Tjelvar. Han vann SM-guld i terränglöpning 12 km år 1974.